# Municipio de Lebanon (Dakota del Norte)
El municipio de Lebanon (en inglés: Lebanon Township) es un municipio ubicado en el condado de McHenry en el estado estadounidense de Dakota del Norte. En el año 2010 tenía una población de 79 habitantes y una densidad poblacional de 0,84 personas por km².

## Geografía
El municipio de Lebanon se encuentra ubicado en las coordenadas 48°3′32″N 100°48′35″O / 48.05889, -100.80972. Según la Oficina del Censo de los Estados Unidos, el municipio tiene una superficie total de 93.53 km², de la cual 91,93 km² corresponden a tierra firme y (1,71 %) 1,6 km² es agua.

## Demografía
Según el censo de 2010, había 79 personas residiendo en el municipio de Lebanon. La densidad de población era de 0,84 hab./km². De los 79 habitantes, el municipio de Lebanon estaba compuesto por el 98,73 % blancos, el 1,27 % eran asiáticos. Del total de la población el 0 % eran hispanos o latinos de cualquier raza.